# Золотое звено
ОАО «Золотое звено» — частная железнодорожная компания, созданная 3 июня 1992 года для строительства и эксплуатации со стороны России пограничного перехода Камышовая — Хуньчунь (Китай). В 2010 году признана банкротом, после чего построенный участок был передан ОАО «РЖД».

## Собственники
В состав учредителей по поручению администрации Приморского края вошли Фонд имущества, а также ДВЖД, её Хабаровское и Владивостокское отделения, администрация Хасанского района и АО «Транссвязьстрой». В 2000-х годах акционерами компании являлись: ОАО РЖД (13 % акций), комитеты по управлению имуществом Приморского и Хабаровского краев (примерно по 2,7 %), а также ряд промышленных предприятий Приморья (около 4 %). В собственности ОАО находились станция Камышовая и российский участок пограничной железной дороги (20,3 км от госграницы до магистрали), небольшое количество вагонов и тепловоз.

## История
Строительство участка завершено в 1999 году. С этого времени компания вела многолетние судебные разбирательства с железнодорожной монополией ОАО «РЖД».
В результате судебных разбирательств дороге присвоен ж.д. код — 97, также ж.д. коды присвоены двум станциям: Камышовая — 97960 и Камышовая-экспорт — 97950.
В 2004 году погранпереход был закрыт из-за нерешённых вопросов со связью, системой освещения и видеонаблюдения. Соответствующее решение было принято российско-китайской пограничной комиссией.
К концу 2009 года размер задолженности ОАО «Золотое звено» по кредитам и займам увеличился до 225 млн рублей. В 2010 году «Золотое звено» было объявлено банкротом.
Летом 2011 года в права владения инфраструктурой вступило ОАО «РЖД». В 2012 году планировалась реконструкция участка Махалино-Камышовая-Хуньчунь.
2 августа 2013 года через погранпереход впервые после 9-летнего перерыва прошел состав с 30 вагонами,  нагруженными углем. Первым грузоотправителем стало ОАО «Якутуголь». После смены собственника погранпереход стал упоминаться под именем Махалино — Хуньчунь.